# Andrewsianthus ferrugineus
Espèce
Synonymes
- Andrewsianthus ferrugineus Grolle[2]
- Tritomaria ferruginea (Grolle) Váňa (préféré par BioLib)[2]

Statut de conservation UICN

 EN B1+2cd : En danger
Andrewsianthus ferrugineus est une espèce de plantes de la famille des Lophoziaceae.

## Publication originale
- Khumbu Himal, Ergebnisse des Forschungsunternehmens Nepal Himalaya 1(4): 275. f. 3. 1966.